# Antye Greie-Ripatti

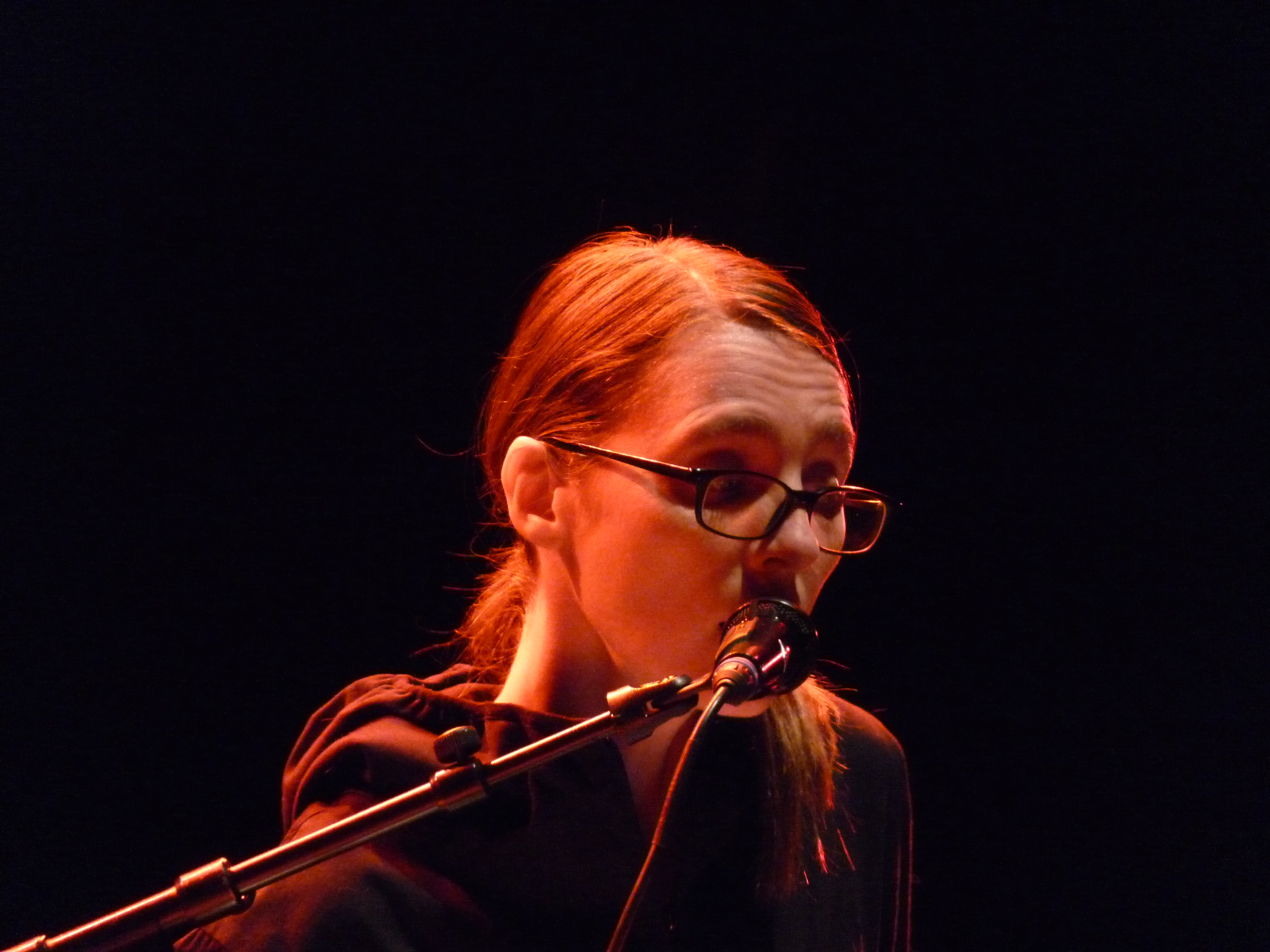
Antye Greie bei einem Auftritt in der Queen Elizabeth Hall, London (2010)

Antye Greie-Ripatti (auch AGF, Antye Greie, Antye Greie-Fuchs) (* 1969 in Ebersbach/Sa.) ist eine deutsche Musikerin, Produzentin, Labelinhaberin, Lyrikerin und konzeptuelle Künstlerin.

## Leben
Seit 1996 wohnhaft in Berlin, zog Greie-Ripatti 2008 mit ihrem Partner Sasu Ripatti (alias Vladislav Delay) und ihrer Tochter nach Hailuoto, Finnland.
Greie-Ripatti positioniert sich feministisch, u. a. ist sie beim feministischen Netzwerk female:pressure aktiv. Sie trug u. a. einen Track zur Pussy Riot Freedom Compilation von female_pressure bei. Nachdem ein musikjournalistischer Artikel über Björk erschien, in dem ihr die Autorinnenschaft wie auch Produzentinnenschaft an ihrem 2015 erschienenen Album abgesprochen wurde, startete Antye Greie eine Visibility-Kampagne für elektronische Musikerinnen und kuratiert diese.
Antye Greie-Ripatti hält zudem Musikproduktions-Workshops für Frauen.
Ein weiterer Aspekt ihres feministischen Engagements sind ihre Forschungen zu „NERDGIRLS - herstory of electronic music“ im Rahmen des Club Transmediale Festivals, für dessen Magazin sie 50 bedeutende elektronische Musikerinnen und Klangkünstlerinnen aus fünf Jahrzehnten zusammenstellte.

## Werk
Greie-Ripatti ist gemeinsam mit Jürgen Kühn aka Jotka Gründerin der Band Laub. Unter dem Namen AGF kollaborierte sie künstlerisch mit Vladislav Delay, Zavoloka, The Dolls (mit Vladislav Delay und Craig Armstrong) und mit Éliane Radigue, Kaffe Matthews und Ryoko Kuwajima als The Lappetites.
Antye Greie-Ripatti kombiniert Sprache, Gesang und Field Recordings zu elektronischer Musik, die sie live in Konzerthallen und Theatersälen in Europa, Nordamerika und Asien aufführt. Sie fertigt weiterhin Soundinstallationen, die in Museen und anderen Orten ausgestellt sind. Greie-Ripatti spielte auf Festivals wie der Ars Electronica in Linz, dem Sonar in Barcelona, auf der transmediale in Berlin, auf dem GRM Festival in Paris, auf dem Roskilde-Festival, auf dem Sync Festival in Athen, auf der AudioVisiva in Mailand, auf dem International Open Book Festival in Moskau, auf dem Sonic Acts in Amsterdam wie auch in Kunsträumen wie dem Centre Pompidou in Paris, dem ICC in Tokyo oder dem ICA in London.
In ihre Produktionen, die das Verhältnis von Sprache, Klang und digitaler Kommunikation erforschen, fließen ihre eigenen lyrischen Texte und Texte anderer Lyriker ein.
Greie-Ripatti kombinierte in ihrer Arbeit Words Are Missing (2008) Kalligraphie und konzeptionelle Kompositionen.
Im Jahr 2010 vertonte Greie-Ripatti Virginia Woolfs Erzählung Orlando zusammen mit Craig Armstrong für das Ensemble Cryptic. Sie komponierte im gleichen Jahr den Soundtrack für den Film Content von Christopher Petit.
Im Jahr 2009 war sie Mitglied der elektronischen und rein weiblichen Band The Lappetites, zu der auch Kaffe Matthews und Eliane Radigue gehörten. Mit dieser Band erarbeitete Greie-Ripatti eine Oper, für die sie das Libretto schrieb und Co-Regie führte. Das Werk wurde im Haus der Kulturen der Welt in Berlin uraufgeführt.
In ihrem Projekt Rapprochement: movement & voicing (2015, mit Eija Ranta) verbindet sie Körpersprache, partizipative Performance, Sound und politische Forderungen. Mit diesem Werk sind Workshops und Trainings verknüpft.
Greie-Ripatti ist auch als Produzentin tätig. Sie produzierte z. B. die zwei Alben der Rapperin Quio und 2008 das Album Sool von Ellen Allien. Greie-Ripatti betreibt seit 2005 das Label und die gleichnamige Produktionsfirma AGF Producktion.
Des Weiteren ist Greie-Ripatti in Finnland medienpädagogisch tätig, indem sie Musikproduktion für Kinder und Jugendliche lehrt. Aus dieser Tätigkeit ging die Veröffentlichung Hai Art & Various, work: Sonic Island year (2015) auf AGF Producktions hervor.
Außerdem erarbeitet Greie-Ripatti klangbezogene konzeptuelle Apps.

## Diskografie

### Mit der BandLaub
- 1997: Miniversum, CDS, auf Kitty-Yo
- 1997: Kopflastig, CD, auf Kitty-Yo
- 1999: Unter anderen Bedingungen als Liebe, CD, auf Kitty-Yo
- 1999: Intuition Remixes, CD, auf Kitty-Yo
- 2002: Filesharing, CD, auf Kitty-Yo
- 2007: Deinetwegen, CD, auf AGF Producktion

### Soloalben alsAGF
- 2002: Head Slash Bauch, auf Orthlong Musork
- 2003: Westernization Completed, auf Orthlong Musork
- 2004: Language Is The Most, auf Quecksilber
- 2008: Dance Floor Drachen, auf AGF Producktion
- 2008: Words Are Missing, auf AGF Producktion
- 2009: Einzelkaempfer, auf AGF Producktion
- 2011: Beatnadel, auf AGF Producktion
- 2013: Source Voice, auf Line Imprint und AGF Producktion

### Alben in Kollaboration
- 1998: Tritop: Rosenwinkel, 1998, CD/LP, auf infracom
- 2005: AGF/Delay: Explode, auf AGF Producktion
- 2005: The Lappetites (mit Éliane Radigue): Before The Libretto, CD, auf Quecksilber
- 2006: Zavoloka & AGF, Nature Never Produces the Same Beat Twice, CD/DVD, auf AGF Producktion und Nexsound
- 2006: AGF.3 & Sue.C: Mini Movies, auf Asphodel
- 2008: Sool (mit Ellen Allien), auf BPitch Control
- 2009: AGF/Delay: Symptoms, auf BPitch Control
- 2010: Greie Gut Fraktion (mit Gudrun Gut): Baustelle, CD, auf Monika Enterprise
- 2011: AGF & Craig Armstrong: Orlando, auf AGF Producktion
- 2011: AGF & Various: Kuuntele, auf AGF Producktion
- 2014: Huber und Greie (mit Rupert Huber): Ausweg, auf AGF Producktion (018)
- 2014: A-Symmetry (mit Natalie Beridze aka TBA): I Am Life, CD, auf AGF Producktion
- 2015: AGF & Various:  A Deep Mysterious Tone, AGF Producktion
- 2018: AGF/Marc Hurtado/Kommissar Hjuler und Frau Ich werde sein (Ulrike Meinhof) LP, auf Psych.KG (D)

### Mix
- NERDGIRLS - herstory of electronic music[12]

## Lyrik
- 2011: AGF, Gedichterbe, 2011, AGF Producktion, CD Book[13]
- 2013: AGF & Various: Kuuntele, auf AGF Producktion (017), mit Werken finnischer Lyrikerinnen[14]
- 2015: AGF & Various (Kyoka, Tujiko Noriko, Yu Kawabata und Ryoko Akama): A Deep Mysterious Tone, CD, auf AGF Producktion (AGF PRO 020), mit Werken japanischer Lyrikerinnen und Musikerinnen

## Texte
- 2010: Eine Kunstform, die uns heilt., in: Taz, 22. Oktober 2010[15]

## Auszeichnungen und Stipendien
- 2004: Für ihr Album Westernization Completed erhielt sie vom Festival Ars Electronica den Award of Distinction in Digital Music 2004.[8]
- 2005: Ars Electronica, Jury im Bereich Digital Music
- 2006: The Wire, Titelstory, Ausgabe Mai 2006
- 2009: Mitglied der Jury im Bereich Radio Art in Murcia, Spanien
- 2010: Deutscher Musikrat, Auszeichnung für Gedichterbe
- 2011: Künstlerinnen-Stipendium des Finnish Arts Council
- 2012: Ars Electronica, Jury für Digital Music
- 2013: lobende Erwähnung auf der Ars Electronica für Gedichterbe im Bereich Digital Music
- 2013: Case-Pyhajoki-Stipendium der Kone Foundation
- 2014: Künstlerinnen-Stipendium des Finnish Arts Council